# 王教成
王教成（おう きょうせい、1952年 - ）は、中国人民解放軍の軍人。

## 概要
1952年、浙江省杭州市に生まれる。籍貫は安徽省滁州市来安県である。2015年3月現在、瀋陽軍区司令員を務める。階級は上将である。中国共産党の党員であり、党全国大会第18期中央委員に選出されている。

## 来歴
- 1952年 浙江省杭州市に生まれる。
- 1969年 浙江大学付属中学を卒業し、17歳で中国人民解放軍に入る。
- 1983年 第60軍第179師団第535連隊連隊長に任ぜられる。
- 以後、第12集団軍34師団参謀長、南京軍区三界訓練基地司令員、南京軍区訓練部部長、第12集団軍副軍長を歴任
- 2000年7月 少将に昇格する。
- 2000年12月 南京軍区副参謀長に任命される。
- 2005年7月 南京軍区第12集団軍軍長に任命される。
- 2005年12月 南京軍区副司令員に任命される。南京軍区党委員会常務委員に選ばれる。
- 2009年7月 中将に昇格する。
- 2012年10月 瀋陽軍区司令員に任命される。
- 2012年11月 党中央委員会委員に選ばれる。
- 2014年7月 上将に昇格する。